# Bravo-Jahrescharts 1959

## Die Bravo-Jahrescharts 1959
Der deutsche Superstar dieser Zeit war Freddy Quinn. Er konnte wieder einmal seine Konkurrenz auch bei den jugendlichen Zuhörern überflügeln. Das Lied wurde auch durch den Film Freddy, die Gitarre und das Meer bekannt. Bekannter wurden allerdings der zweite und dritte Platz. Das Kingston Trio erhielt 1958 für Hang Down Your Head, Tom Dooley den Country And Western Grammy Award und hatte mit diesem amerikanischen Volkslied auch in Deutschland Erfolg. Im Zuge dieses Erfolges kamen die Nilsen Brothers aus Dänemark mit der deutschen Coverversion auf den dritten Platz. Der Evergreen des Jahres war jedoch Dalidas Der Tag als der Regen kam, ein Song, der bis heute mit der exotischen Chansonnière als erstes in Verbindung gebracht wird. Ein weiterer Song, der bis heute den Menschen in den Ohren klingt und in keiner Oldiesendung im Radio oder Fernsehen fehlt, kam auf den 11. Platz: Souvenirs von Bill Ramsey. Weiterhin bleibt auffällig, dass der Rock ’n’ Roll an den Lesern der wichtigsten deutschen Jugendzeitschrift bis auf Hits von Peter Kraus noch völlig vorbeigegangen zu sein schien. Allerdings sind kaum soziologische Daten über die Leserschaft jener Zeit bekannt.
Die deutsche Jugendzeitschrift BRAVO veröffentlichte in ihrer Ausgabe 2/1960 unter dem Titel Schlager-Parade 1959 „die 20 beliebtesten Schallplatten des vergangenen Jahres.“ Sie wurden aus einer Umfrage bei Disc-Jockeys und Musikverlagen ermittelt. Christian Müller vergab den in den wöchentlich in der BRAVO - musicbox aufgeführten Titeln Punkte und ermittelte damit in seiner Broschüre Die BRAVO - musicbox die Hits des Jahres 1959.

## BRAVO Schlager-Parade 1959
1. Die Gitarre und das Meer – Freddy Quinn
2. Tom Dooley – Nilsen Brothers
3. Sugar Baby – Peter Kraus
4. My Happyness – Gitta Lind & Christa Williams
5. Am Tag, als der Regen kam – Dalida
6. Petite fleur – Chris Barber
7. Charly Brown – Hans Blum
8. Nur du, du, du allein – Melitta Berg
9. Tschau, tschau Bambina – Caterina Valente, Ralf Bendix, Peter Alexander
10. Das hab’ ich in Paris gelernt – Chris Howland
11. Kitty Cat – Peter Kraus
12. Marina – Rocco Granata
13. Morgen – Ivo Robić, Billy Vaughn
14. La Paloma – Billy Vaughn
15. Ave Maria no morro – Trio San José
16. Chico-chico Charly – Heidi Brühl
17. Unter fremden Sternen – Freddy Quinn
18. Mr. Music – Conny
19. Mandolinen und Mondschein – Peter Alexander, Willy Hagara
20. Patricia – Pérez Prado

## Die Hits des Jahres 1959
(nach Christian Müller)
1. Die Gitarre und das Meer – Freddy Quinn – 650 Punkte
2. Tom Dooley – Kingston Trio – 485 Punkte
3. Tom Dooley – Nilsen Brothers – 473 Punkte
4. Am Tag als der Regen kam – Dalida – 374 Punkte
5. Mr. Music – Conny – 343 Punkte
6. Das hab' ich in Paris gelernt – Chris Howland – 333 Punkte
7. Charly Brown – Hans Blum – 293 Punkte
8. Nur du, du, du allein – Alice Babs – 287 Punkte
9. Nur du, du, du allein – Melitta Berg – 287 Punkte
10. La Paloma – Billy Vaughn – 277 Punkte